# Faizabad
För andra betydelser, se Faizabad (olika betydelser).

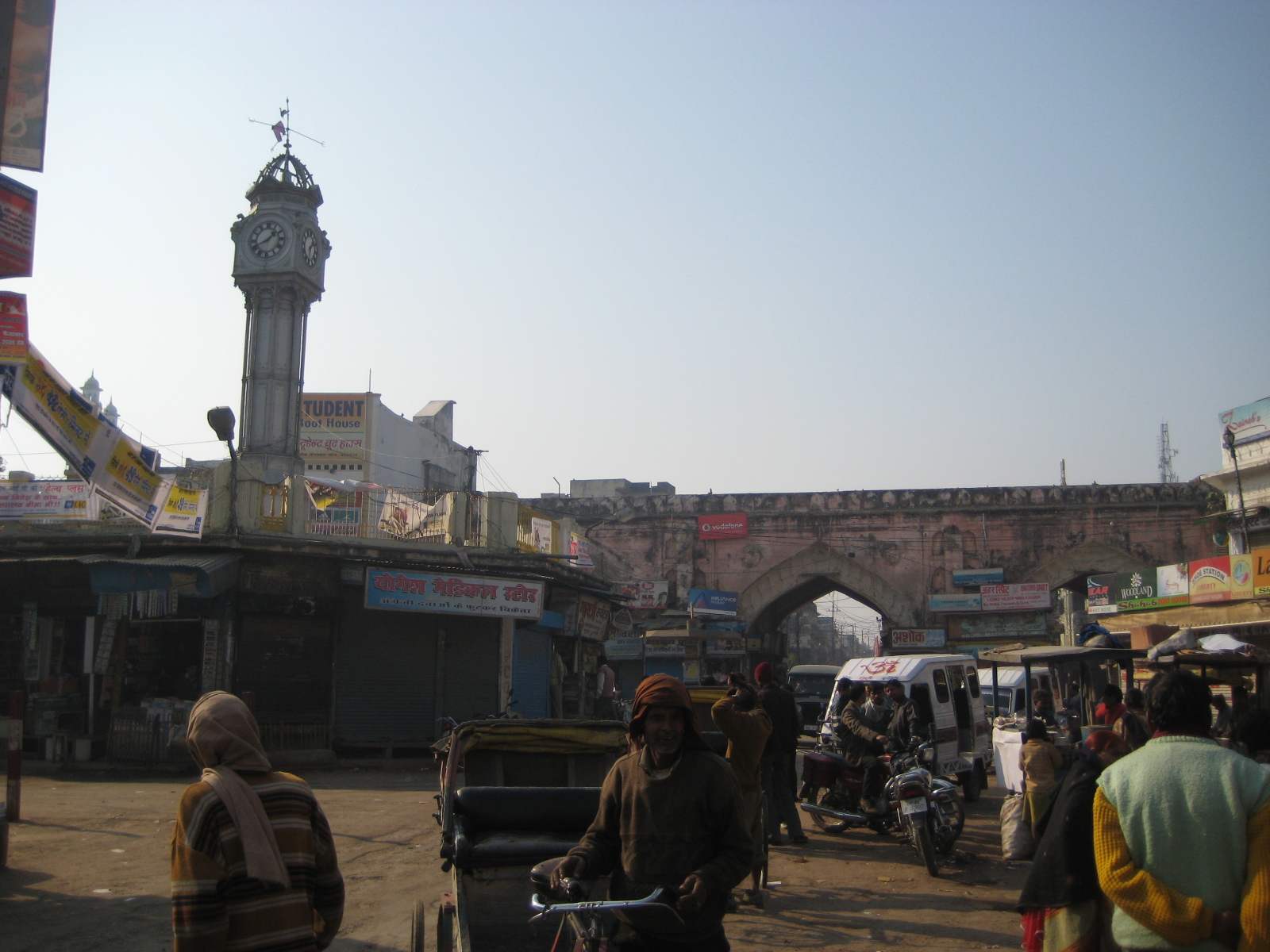
Centrala Faizabad.

Faizabad är en stad i den indiska delstaten Uttar Pradesh, och är den administrativa huvudorten för distriktet Ayodhya. Staden hade 165 228 invånare vid folkräkningen 2011, med totalt 256 624 invånare i hela storstadsområdet inklusive bland annat Ayodhya.